# Grupo dos Onze
O Grupo dos Onze (G11) é um grupo internacional que reúne representantes de onze economias em desenvolvimento objetivando reduzir suas desigualdades econômicas com relação aos Países desenvolvidos e combater a pobreza em seus territórios.